# 城福勇
城福 勇（じょうふく いさむ、1913年2月1日 - 1986年1月22日）は、日本史学者。

## 人物・来歴
徳島県出身。九州帝国大学法文学部卒。香川大学学芸学部助教授、教育学部教授。77年定年退官、名誉教授。徳川時代の文人、特に平賀源内の研究で知られる。

## 著書
- 『平賀源内』(人物叢書）吉川弘文館, 1971、新装版　1985　ISBN　9784642050258 、オンデマンド版　2021　ISBN　9784642750257
- 『平賀源内の研究』(創元学術双書) 創元社, 1976
- 『本居宣長』(人物叢書)吉川弘文館, 1980.3、新装版　1985　ISBN　9784642051101
- 『わが残照 阿波郷土史研究』製作: 徳島県出版文化協会, 1986.9

### 共編
- 『女木島の歴史』地方史研究会報共編. 地方史研究会[ほか], 1957
- 『神道大系 神社編 42  阿波・讃岐・伊予・土佐国』城福勇 [ほか]校注 神道大系編纂会, 1989.11